# 服部潜蔵
服部 潜蔵（はっとり せんぞう、嘉永3年11月15日（1850年12月18日） - 明治19年（1886年）12月12日）は明治時代の大日本帝国海軍士官。通称は政介。長府藩出身。第二次長州藩留学生としてイギリス留学後、海軍兵学寮教官、比叡副艦長を務めたが、病気により夭折した。海軍大佐正六位勲五等。

## 生涯

### 生い立ち
嘉永3年（1850年）11月15日長府藩士江本重興の次男として生まれ、文久元年（1861年）同藩士服部宗茂の養子となった。集童場に学び、慶応2年（1866年）下関戦争敗戦後設置された長州藩外人応接所に見習として勤務した。

### イギリス留学
外人応接方伊藤博文、グラバー商会J・M・ジェームスにイギリス留学を勧められ、1867年2月2日または4月27日、長州藩からグラバー商会に買い戻された第二丙寅丸で下関を出航し、蛎浦島、鹿児島、上海、香港を経由し、6月イギリスに到着した。他の乗組員からの扱いは過酷で、鮫の泳いでいる海中に飛び込まされたこともあったという。
グラバーの故郷アバディーンシャーで航海士の父に預けられ、レストランで皿洗いをしながら英語を学び、1868年テムズ航海学校に入学し、ロンドンテムズ川エリス江区に停泊中の練習船ウースター号士官生徒となった。同校は後に東郷平八郎が入学したことで知られる。
1871年1月イギリス海軍少尉候補生として地中海艦隊ロード・ワーデン号への乗組を命じられ、アイアン・デューク号で現地に向かった。1か月後ディフェンス号に転じたが、直後パンテッレリーア島沖で暴風雨に遭い難破寸前となったため、ロード・ワーデン号に戻され、4か月後見習士官となった。
この頃、同郷の福原和勝が陸軍からイギリスに留学しており、少弁務使を通じてイギリス海軍省と引き抜きを交渉するも断られたため、帰国後兵部省大輔山縣有朋に掛け合い、7月潜蔵を海軍官費留学生とし、学資を支給した。2か月には文部省も引き抜きを試みて送金したが、1872年8月手を引いた。1872年7月ディフェンス号で帰英して上陸休暇中、岩倉使節団として来英中の伊藤博文の説得により帰国を決意した。
1873年（明治6年）7月27日P&Oザンベン号で横浜に帰着し、東京一番町39番地の福原和勝宅に身を寄せ、海軍兵学寮でダグラス教師団によるイギリス式教育の導入を補佐した。

### 帝国海軍
1874年（明治7年）4月9日日進艦に乗り組み、台湾出兵に参加、1875年（明治8年）1月5日帰国後、8月16日ロシア帝国領カムチャツカへ航行し、11月4日帰国した。1877年（明治10年）6月3日神戸で鴨翔丸に乗り組み、西南戦争の戦況を調査し、7月30日帰京、その功により勲五等双光旭日章を受章した。また、この頃から海軍卿川村純義の秘書官を務めた。
1878年（明治11年）8月ドイツ海軍ライプツィヒ号艦長・生徒、1879年（明治12年）ロード・ワーデン号の設計者エドワード・ジェームス・リードを饗応した。
1880年（明治13年）比叡副艦長となり、4月8日ペルシアへ航行し、9月27日帰国した。
1881年（明治14年）9月松村淳蔵と英国皇孫接待委員に任命され、10月から11月にかけて、イギリス海軍バッカンティ号で来日したアルバート・ヴィクター、ジョージ両王子を接待した。

### 病気
1882年（明治15年）2月8日脊髄中風により下半身不随となった。なお、大甥江本仁三が父から聞いた話しでは、日清戦争に備えて土佐沖で演習中、暴風雨に遭遇し、帆柱を切断した際、甲板に落下して尾骶骨を打ち、立てなくなったのだという。
22日横浜十全医院に入院、5月6日東京大学医学部附属病院に転院、代々木病院に入院したが、1883年（明治16年）6月10日東海鎮守府を辞して帰国し、山口県豊浦郡豊浦村字土居山の兄高吉の家で療養した。1886年（明治19年）5月23日退職し、12月12日死去した。北洋艦隊が侵攻してきた際には自ら打払おうという遺言により、海を望む日頼寺に葬られた。

## 階級
- 1873年（明治6年）12月7日 海軍大尉[3]
- 1879年（明治12年）12月27日 海軍少佐[3]
- 1882年（明治15年）12月20日 海軍中佐[3]
- 1886年（明治19年）5月 海軍大佐[1]

## 家族
- 実父：江本重興 - 長府藩士[1]。下関戦争・長州征伐時には長柄奉行[1]。
- 母：山沢氏[4]
  - 兄：高吉 - 長州藩諸隊報国隊士[1]。
    - 大甥：江本仁三 - 前田製菓宇都宮工場長[1]。

  - 妹：百合[1]
    - 甥：中村珍次 - 江田島海軍兵学校第38期卒[1]。海軍少将[1]。第二次世界大戦時には海南島通信指令[1]。
- 養父：服部宗茂 - 長府藩士[1]。
- 妻：黒杭氏[4]
  - 娘：千代 - 1878年（明治11年）1月22日生。1895年（明治28年）頃予備陸軍三等軍吏児玉仁蔵と結婚[2]。
    - 孫：服部貞蔵 - 三重大学名誉教授[1]。

  - 養女：楢崎氏[4]